# Retable des Décemvirs

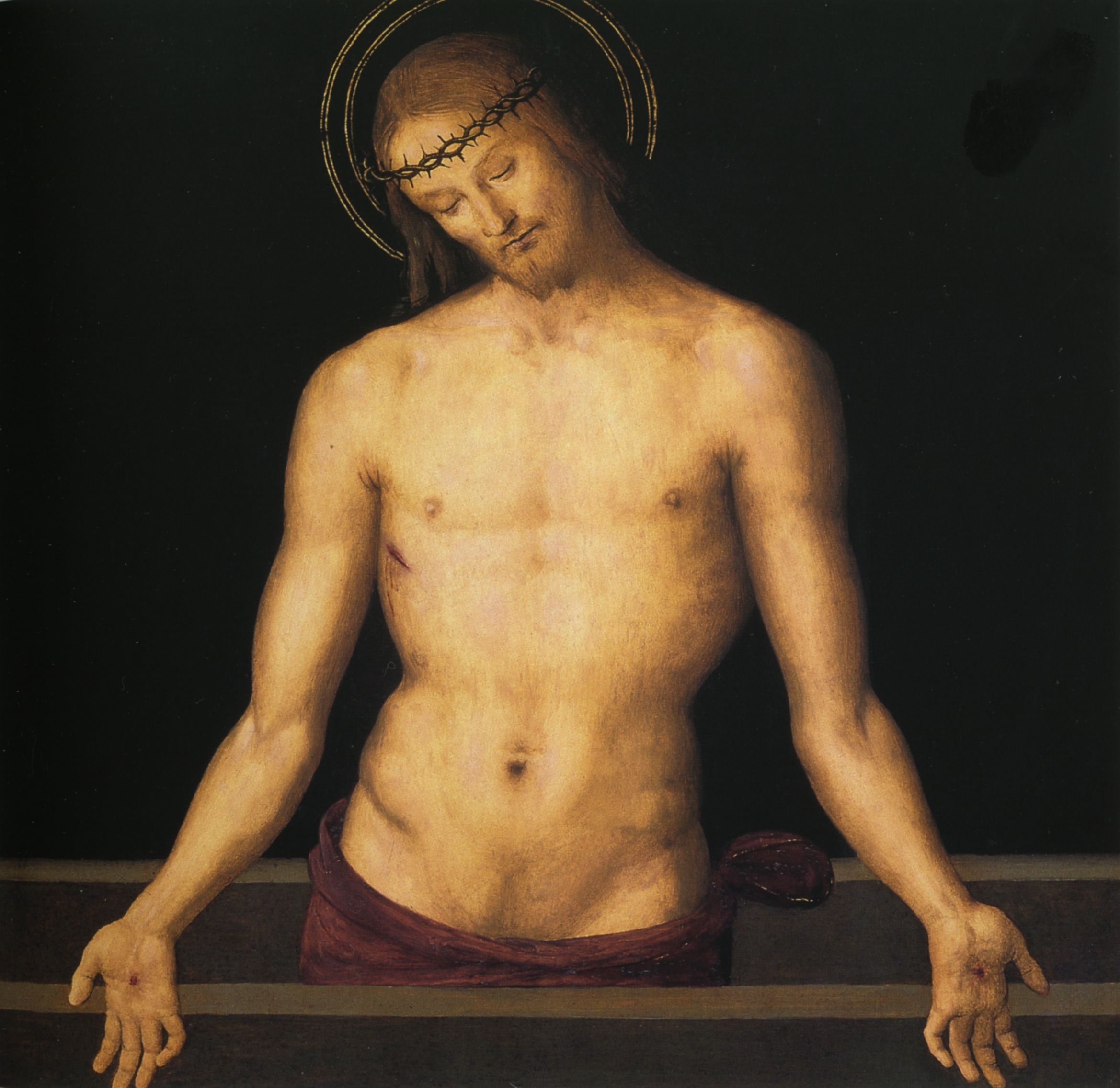
Christ au sépulcre de la cimaise.

Le Retable des Décemvirs (en italien : Pala dei Decemviri) est une peinture religieuse du Pérugin, un retable (193 × 165 cm), datant de 1495 - 1496, conservé à la Pinacothèque vaticane à Rome.

## Histoire
Le retable a été commandé au Pérugin par les décemvirs  de Pérouse pour la chapelle du Palazzo dei Priori et a été réalisé entre la fin de l'année 1495 et 1496.
À l'origine le retable était couronné par une cimaise avec un Christ au sépulcre (87 × 90 cm), détachée et conservée actuellement à la Galerie nationale de l'Ombrie.
La signature du peintre figure sur la base de l'estrade de la Vierge : HOC.PETRUS.DECHASTROPLEBIS.PINXIT.

## Thème
L'œuvre illustre un thème de l'iconographie chrétienne, celui de la Conversation sacrée présentant la Vierge en majesté trônant en présence de saints, ici les saints Laurent, Louis, Herculan de Pérouse, Constant de Pérouse, ces deux derniers étant les saints patrons de la ville de Pérouse.

## Description
Sur un trône architecturé très surélevé, dont la base est décorée de motifs grotesques, la Vierge à l'Enfant, assise, affiche un regard absent dirigé vers la gauche, à l'opposé de celui de l'Enfant qui est dirigé vers la droite. De chaque côté de la scène, deux saints sont placés sur deux rangs : ceux du fond portent des mitres, et celui de droite regarde vers le spectateur ; ceux de devant sont tête nue et portent leurs attributs : celui de gauche, la crosse, celui de droite un livre ouvert.
Le tout est surmonté d'une architecture symétrique de colonnes et de chapiteaux en saillie, surmontées de voûtes à arcs à plein cintre. Le portique se limite à deux rangées en profondeur identiques. La perspective est centrée sans carrelage au sol.
Le fond, constitué d'un paysage collinaire, qu'on peut apercevoir de part et d'autre du trône, se dégrade dans le lointain dans un ciel clair, rendant l'espace ample et profond (Perspective atmosphérique).

## Analyse
La scène est construite selon un schéma simple et harmonieux selon les règles de la symétrie, appuyée par une perspective centrée, essentiellement construite sur les arcades et le trône.
La composition représente un exemple du nouveau style de la Conversation sacrée, élaboré quelques années auparavant à Venise par Antonello da Messina et Giovanni Bellini, avec un développement pyramidal centré sur la figure de la Vierge assise sur un trône élevé.
Les figures au premier plan jouent un rôle prépondérant par rapport aux autres éléments de la composition. Cette façon de faire était fréquente dans la production du Pérugin de la même période. L'architecture est réalisée dans le but de montrer les personnages comme immobiles et absorbés par leurs pensées.
Ce « sfondo a portico »  est fréquemment représenté dans les productions du Pérugin dans les deux dernières décennies du XVe siècle : on retrouve cette particularité dans  La Vierge à l'Enfant entre les saints Jean-Baptiste et Sébastien, le polyptyque Albani Torlonia, L'Annonciation de Fano, L'Apparition de la Vierge à saint Bernard et dans la Pietà.
En outre sur ce retable débute la transformation de l'image de Marie opérée par Le Pérugin même si le visage de Marie est très doux, encore représentée sous les traits d'une jeune fille raffinée et élégante tandis que dans les œuvres successives commencera à prévaloir une physionomie de Marie plus mûre, simple et sévère en harmonie avec le climat spirituel instauré à Florence par Savonarole.
Les couleurs sont brillantes mais légèrement adoucies de façon à donner une forte plasticité aux corps ainsi qu'une profonde harmonie à l'ensemble.

## Source
- (it) Cet article est partiellement ou en totalité issu de l’article de Wikipédia en italien intitulé « Pala dei Decemviri » (voir la liste des auteurs).